# Castello di Castro
Il castello di Castro si trova nel comune di Castro nella provincia di Lecce, Puglia.

## Storia

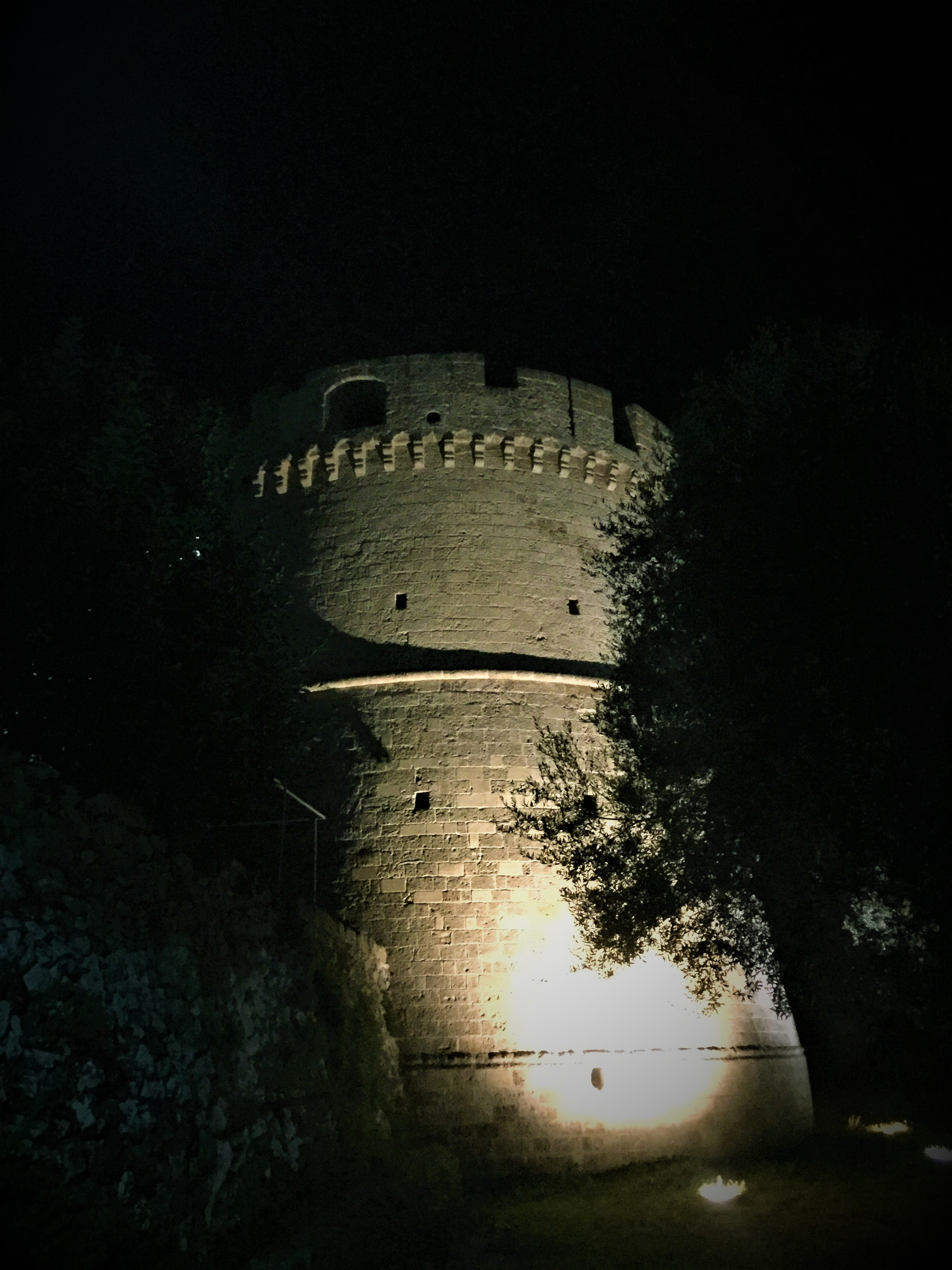
Veduta del torrione

L'impianto più antico dell'attuale castello aragonese risale, con ogni probabilità, al XII-XIII secolo e fu costruito sui resti della rocca bizantina. Nella seconda metà del XIII secolo, Carlo I d'Angiò lo definisce fortezza di rilevanza strategica per la difesa del regno. Il castello, annoverato insieme alle fortezze di Ostuni, Taranto, Ugento e Torremaggiore, è considerato d'importanza nazionale e ritenuto tra i più funzionali, combinando insieme difese naturali e architettura militare. Nel 1480, in seguito al saccheggio di Otranto, la città fu invasa dai Turchi ed il castello venne semidistrutto.
Nel Cinquecento fu la nobile famiglia dei Gattinara, feudatari del luogo in quegli anni, ad attendere alla ricostruzione della fortezza sulle rovine dell'antica rocca, realizzando una nuova struttura difensiva a pianta quadrilatera, con quattro bastioni e un terrapieno. Nuovi e ripetuti danneggiamenti costrinsero successivamente il viceré spagnolo don Pedro de Toledo a potenziare ulteriormente la struttura. L'architetto senese Tiburzio Spannocchi progettò la completa ristrutturazione dell'assetto difensivo, con la costruzione del bastione a protezione della Porta Terra, della imponente torre sud, detta Torre Catalano, e di una caratteristica cinta fortificata ad impianto esagonale allungato, munita di baluardi e torri di cortina nei punti strategici. Nel corso del XVIII secolo l'edificio andò in rovina, tanto da essere descritto nel 1780 come cadente e semidiruto da Monsignor Del Duca, vescovo della città. Questi indirizzò al re Ferdinando IV una petizione accorata ed insistente affinché il castello, che aveva accompagnato la storia del centro abitato nel corso degli anni, fosse restaurato a spese dell'Erario dello Stato. Gli argomenti del prelato furono così convincenti e ricchi di informazioni da riuscire a convincere il re. Risalgono all'epoca gli ultimi interventi condotti sul castello. Attualmente, dopo averne acquisito la proprietà, il comune di Castro ha realizzato vari interventi di restauro volti a restituire il bene alla fruizione collettiva.

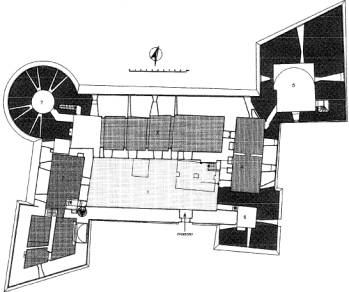
Pianta del castello

## Architettura

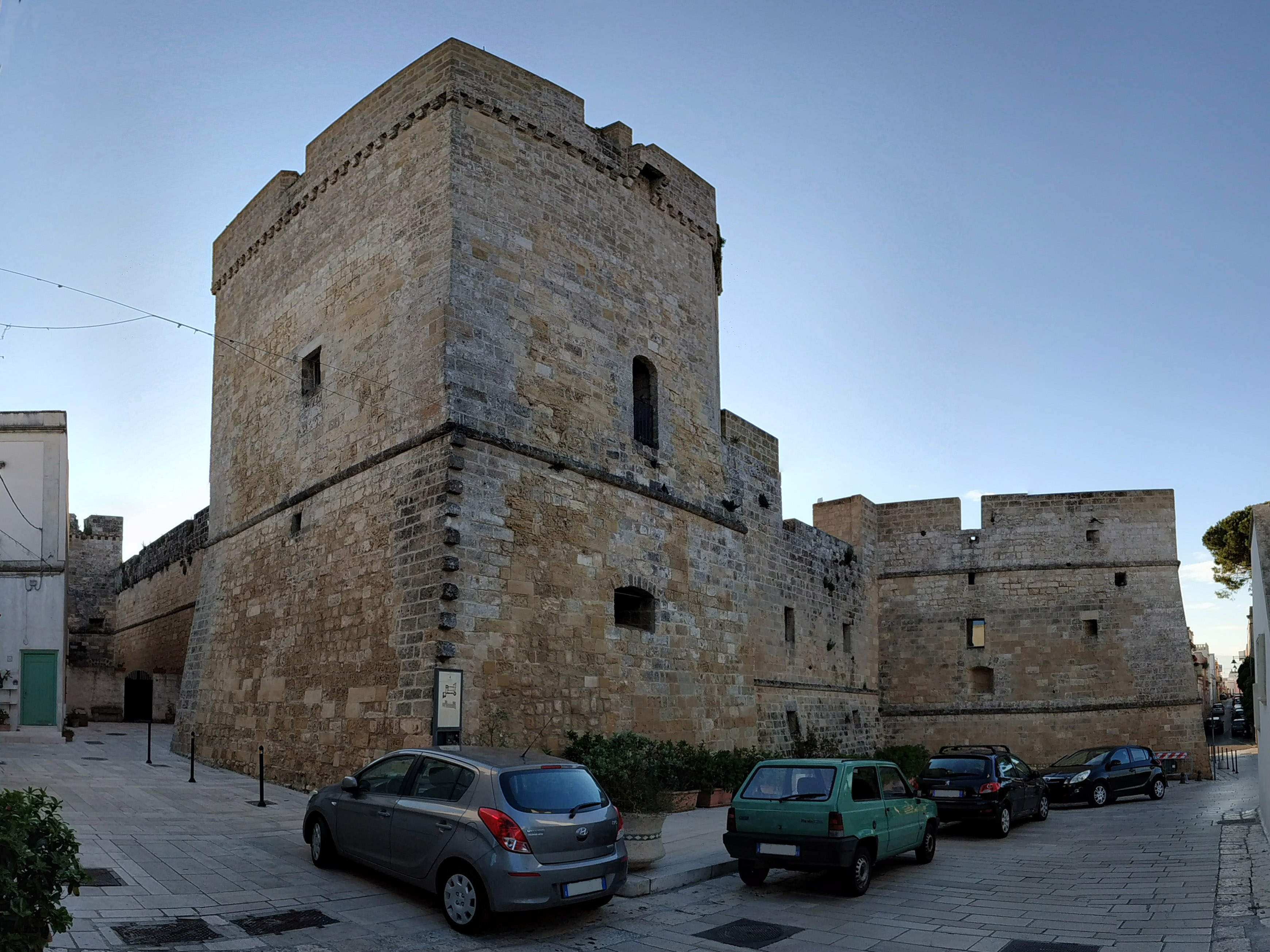
veduta angolare dallo spigolo opposto alla torre tonda

Il castello, a pianta rettangolare con quattro torri angolari di varia forma e dimensione, risulta composto da un ingresso protetto da un fossato e da ponte levatoio, ormai rimosso. Entrando si trova un cortile anticamente destinato al deposito di prodotti agricoli che venivano commercializzati, e un'ampia scala, ora scomparsa, con la quale si accedeva ai piani superiori. Nel cortile si affacciano inoltre le porte delle stanze del piano terra. La stanza di ponente si affaccia sul mare ed è dotata di un accesso esterno che porta agli orti sottostanti.
La struttura, completamente restaurata negli ultimi anni, dispone di una moderna e funzionale sala convegni ed ospita, nelle sale e nel torrione angolare di levante, il Museo Civico Antonio Lazzari con la mostra archeologica permanente Castrum Minervae: tra Greci e Messapi, che permette di ammirare i numerosi e vari reperti provenienti dalle recenti campagne di scavo effettuate nell'area del centro storico. Il centro storico conserva inoltre il suo impianto medievale con strettissime stradine e case a corte.